# Слобода (Смолиговское сельское поселение)
Слобода — деревня в Руднянском районе Смоленской области России. Входит в состав Смолиговского сельского поселения. Население — 15 жителей (2007 год). 
Расположена в западной части области в 29 км к юго-востоку от Рудни, в 3 км севернее автодороги А141 Орёл — Витебск. В 0,5 км севернее деревни расположена железнодорожная станция Лелеквинская на линии Смоленск — Витебск. 

## История
В годы Великой Отечественной войны деревня была оккупирована гитлеровскими войсками в июле 1941 года, освобождена в октябре 1943 года.